# مجنون كروز (فلم)
مجنون كروز (بالإنجليزية: Crazy Cruise) هو فيلم كوميدي. الفيلم من إخراج تيكس أيفري وبوب كلامبيت.

## وصلات خارجية
- مقالات تستعمل روابط فنية بلا صلة مع ويكي بيانات